# مسیب حکیمیان
مسیب حکیمیان سیاست‌مدار ایرانی بود، که در دوره‌های  بیست و یکم  و  بیست و دوم  به‌عنوان نماینده کهکیلویه در مجلس شورای ملی حضور داشت.